# Campionat del món d'escacs femení de 1965
El campionat del món d'escacs femení de 1965 fou guanyat per Nona Gaprindaixvili, qui va defensar amb èxit el seu títol contra l'aspirant Alla Kushnir. Aquest fou el primer de tres matxs consecutius pel títol entre aquestes dues dones, les millors escaquistes del seu temps.

## Torneig de Candidates, 1964
El Torneig de Candidates se celebrà a Sukhumi entre setembre i octubre de 1964. Tres jugadores empataren al primer lloc, però Kushnir va guanyar el playoff a Moscou el desembre de 1964 i obtingué així el dret de reptar la campiona regnant, Gaprindaixvili.
|    | Player                                | 1 | 2 | 3 | 4 | 5 | 6 | 7 | 8 | 9 | 10 | 11 | 12 | 13 | 14 | 15 | 16 | 17 | 18 | Punts | Desempat |
| -- | ------------------------------------- | - | - | - | - | - | - | - | - | - | -- | -- | -- | -- | -- | -- | -- | -- | -- | ----- | -------- |
| 1  | Milunka Lazarević (Iugoslàvia)        | - | 1 | 1 | ½ | ½ | 1 | 0 | ½ | 1 | 1  | ½  | 1  | 1  | 0  | 1  | 1  | ½  | 1  | 12½   | 102.00   |
| 2  | Alla Kushnir (Unió Soviètica)         | 0 | - | 0 | 1 | ½ | 1 | 1 | 1 | 0 | ½  | 1  | 1  | ½  | 1  | 1  | 1  | 1  | 1  | 12½   | 93.50    |
| 3  | Tatiana Zatulovskaya (Unió Soviètica) | 0 | 1 | - | 0 | ½ | 1 | ½ | 0 | 1 | 1  | 1  | 1  | ½  | 1  | 1  | 1  | 1  | 1  | 12½   | 93.25    |
| 4  | Kira Zvorykina (Unió Soviètica)       | ½ | 0 | 1 | - | ½ | 1 | ½ | 1 | 1 | 1  | 0  | 1  | 0  | 1  | 1  | ½  | 0  | 1  | 11    | 91.25    |
| 5  | Katarina Jovanović (Iugoslàvia)       | ½ | ½ | ½ | ½ | - | ½ | 0 | ½ | ½ | ½  | 1  | 1  | 1  | 1  | ½  | ½  | 1  | 1  | 11    | 82.50    |
| 6  | Maaja Ranniku (Unió Soviètica)        | 0 | 0 | 0 | 0 | ½ | - | ½ | 1 | ½ | 0  | 1  | 1  | 1  | 1  | 1  | 1  | 1  | 1  | 10½   |          |
| 7  | Valentina Borissenko (Unió Soviètica) | 1 | 0 | ½ | ½ | 1 | ½ | - | 1 | 0 | 0  | ½  | 0  | ½  | 1  | 1  | ½  | 1  | 1  | 10    | 78.75    |
| 8  | Henrijeta Konarkowska (Polònia)       | ½ | 0 | 1 | 0 | ½ | 0 | 0 | - | 1 | 1  | 1  | 1  | 1  | 0  | 1  | ½  | ½  | 1  | 10    | 75.75    |
| 9  | Verica Nedeljković (Iugoslàvia)       | 0 | 1 | 0 | 0 | ½ | ½ | 1 | 0 | - | 1  | 1  | 0  | 1  | ½  | 1  | 0  | 1  | ½  | 9     |          |
| 10 | Kveta Eretova (Txecoslovàquia)        | 0 | ½ | 0 | 0 | ½ | 1 | 1 | 0 | 0 | -  | 0  | 1  | ½  | 1  | ½  | 1  | ½  | 1  | 8½    |          |
| 11 | Elisabeth Bykova (Unió Soviètica)     | ½ | 0 | 0 | 1 | 0 | 0 | ½ | 0 | 0 | 1  | -  | 1  | ½  | ½  | 0  | 1  | 1  | 1  | 8     |          |
| 12 | Lisa Lane (Estats Units)              | 0 | 0 | 0 | 0 | 0 | 0 | 1 | 0 | 1 | 0  | 0  | -  | 1  | ½  | 1  | ½  | 1  | 1  | 7     |          |
| 13 | Eva Ladanyike-Karakas (Hongria)       | 0 | ½ | ½ | 1 | 0 | 0 | ½ | 0 | 0 | ½  | ½  | 0  | -  | ½  | 0  | ½  | 1  | 1  | 6½    | 48.00    |
| 14 | Gisela Kahn Gresser (Estats Units)    | 1 | 0 | 0 | 0 | 0 | 0 | 0 | 1 | ½ | 0  | ½  | ½  | ½  | -  | 0  | ½  | 1  | 1  | 6½    | 45.75    |
| 15 | Margareta Teodorescu (Romania)        | 0 | 0 | 0 | 0 | ½ | 0 | 0 | 0 | 0 | ½  | 1  | 0  | 1  | 1  | -  | ½  | 1  | 1  | 6½    | 38.75    |
| 16 | Antonia Ivanova (Bulgària)            | 0 | 0 | 0 | ½ | ½ | 0 | ½ | ½ | 1 | 0  | 0  | ½  | ½  | ½  | ½  | -  | ½  | ½  | 6     |          |
| 17 | Tsend (Mongòlia)                      | ½ | 0 | 0 | 1 | 0 | 0 | 0 | ½ | 0 | ½  | 0  | 0  | 0  | 0  | 0  | ½  | -  | 1  | 4     |          |
| 18 | Celia Baudot de Moschini (Argentina)  | 0 | 0 | 0 | 0 | 0 | 0 | 0 | 0 | ½ | 0  | 0  | 0  | 0  | 0  | 0  | ½  | 0  | -  | 1     |          |
|   | Jugadora                              | 1   | 2   | 3   | Total |
| - | ------------------------------------- | --- | --- | --- | ----- |
| 1 | Alla Kushnir (Unió Soviètica)         | -   | 0 1 | 1 ½ | 2½    |
| 2 | Milunka Lazarević (Iugoslàvia)        | 1 0 | -   | 1 0 | 2     |
| 3 | Tatiana Zatulovskaya (Unió Soviètica) | 0 ½ | 0 1 | -   | 1½    |

## Matx pel Campionat, 1965
El matx final pel campionat se celebrà a Riga el 1965. Malgrat la lluita de Kushnir, la victòria de Gaprindaixvili mai va estar realment en dubte.
|                                      | 1 | 2 | 3 | 4 | 5 | 6 | 7 | 8 | 9 | 10 | 11 | 12 | 13 | Total |
| ------------------------------------ | - | - | - | - | - | - | - | - | - | -- | -- | -- | -- | ----- |
| Alla Kushnir (Unió Soviètica)        | 0 | 1 | ½ | 0 | 0 | ½ | 0 | 0 | ½ | 1  | 0  | 1  | 0  | 4½    |
| Nona Gaprindaixvili (Unió Soviètica) | 1 | 0 | ½ | 1 | 1 | ½ | 1 | 1 | ½ | 0  | 1  | 0  | 1  | 8½    |